# Vâlcea (distrito)
Pronunciação
Vâlcea é um județ (distrito) da Romênia, na região da Valáquia. Sua capital é a cidade de Râmnicu Vâlcea.

## Geografia
O distrito possui área total de 5.765 km².
O lado norte do distrito é ocupado pelas montanhas do grupo dos Cárpatos meridional - Os Montes Făgăraș a leste com altitudes acima de 2.200 m e os Montes Lotru a oeste com altitudes acima de 2.000 m. Estão separados pelo vale do rio Olt - a passagem mais acessível entre a Transilvânia e Valáquia. Ao longo do vale do rio Olt existem pequenos grupos de montanhas, sendo a mais espetacular os Montes Cozia.
Para o sul, as altitudes diminuem, passando pelas colinas subcarpatianas até uma alta planície no lado oeste da Planície Romena.

O rio principal é o Olt que cruza o distrito de norte a sul. Seus principais afluentes são o rio Lotru no norte e o rio Olteț no sul.

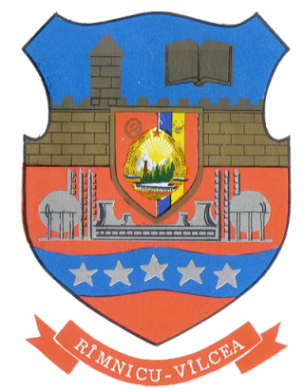
Brasão do distrito de 1965 a 1989

### Limites
- Argeș a leste;
- Gorj e Hunedoara a oeste;
- Sibiu e Alba ao norte;
- Dolj e Olt ao sul.

## Demografia
Em 2004, possuía população de 416.908 e densidade demográfica era 71,7 hab./km².

### Grupos étnicos
- romenos - 98,8%[1]
- ciganos - 1%
- húngaros - 0,1%

| \| ano \| população[2] \| \| ---- \| ------------ \| \| 1930 \| 295.560 \| \| 1948 \| 341.590 \| \| 1956 \| 362.356 \| \| 1966 \| 368.779 \| \| 1977 \| 414.241 \| \| 1992 \| 438.388 \| \| 2002 \| 413.247 \| \| 2004 \| 416.908 \| |           |
| ano | população |
| 1930 | 295.560   |
| 1948 | 341.590   |
| 1956 | 362.356   |
| 1966 | 368.779   |
| 1977 | 414.241   |
| 1992 | 438.388   |
| 2002 | 413.247   |
| 2004 | 416.908   |

## Economia
A cidade de Râmnicu Vâlcea é a mais industrializada do distrito, o restante do distrito possui desenvolvimento agrário.
As indústrias predominantes do distrito são:
- indústria química;
- indústria alimentícia e de bebidas;
- indústria têxtil;
- indústria de componentes mecânicos;
- material de construção;
- indústria madeireira e de móveis.

No oeste do distrito são extraídos carvão e sal.
A área central do distrito possui cultivo de frutas, vinhos e criação de gados. O sul possui plantações de cereais e vegetais.
Mais informações sobre a economia do distrito de Valcea, na Câmera de Comércio e Indústria de Valcea http://www.ccivl.ro

## Turismo
Os principais destinos turísticos são:
- o vale do rio Olt:
  - o resort de Călimănești-Căciulata
  - o monastério de Cozia;
  - o monastério de Turnu;
  - os Montes Cozia;
  - diversas pequenas igrejas e fortificações
- o vale do rio Lotru
  - a cidade de Brezoi
  - os montes Lotru
  - o resort de Voineasa
  - o resort de Vidra
  - o resort Obârșia Lotrului
- a cidade de Râmnicu Vâlcea
- o resort Băile Govora
- o resort Băile Olănești

## Divisões administrativas
O distrito possui 2 municípios, 9 cidades e 78 comunas.

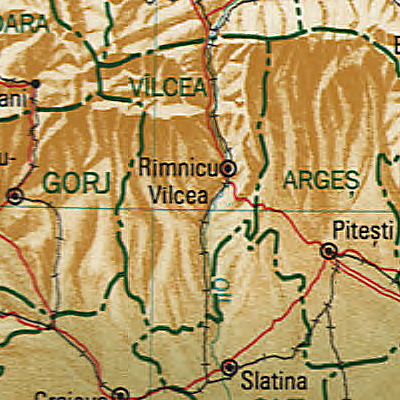
Mapa de Vâlcea

### Municípios
- Râmnicu Vâlcea - capital do distrito; população: 130.581 habitantes
- Drăgășani

### Cidades
- Băbeni
- Bălcești
- Băile Govora
- Băile Olănești
- Berbești
- Brezoi
- Călimănești
- Horezu
- Ocnele Mari

### Comunas
| - Alunu - Amărăști - Bărbătești - Berislăvești - Boișoara - Budești - Bujoreni - Bunești - Câineni - Cernișoara - Copăceni - Costești - Crețeni - Dăești | - Dănicei - Diculești - Drăgoești - Fârtățești - Făurești - Frâncești - Galicea - Ghioroiu - Glăvile - Golești - Grădiștea - Gușoeni - Ionești - Lăcusteni | - Lădești - Laloșu - Lăpușata - Livezi - Lungești - Măciuca - Mădulari - Malaia - Măldărești - Mateești - Mihăești - Milcoiu - Mitrofani - Muereasca | - Nicolae Bălcescu - Olanu - Orlești - Oteșani - Păușești - Păușești-Măglași - Perișani - Pesceana - Pietrari - Popești - Prundeni - Racovița - Roești - Roșiile | - Runcu - Sălătrucel - Scundu - Sinești - Șirineasa - Slătioara - Stănești - Ștefănești - Stoenești - Stoilești - Stroești - Șușani - Sutești - Tetoiu | - Titești - Tomșani - Vaideeni - Valea Mare - Vlădești - Voicești - Voineasa - Zătreni |